# Roy Hodgson
Roy Hodgson (* 9. August 1947 in Croydon, London) ist ein ehemaliger englischer Fußballspieler und derzeitiger -trainer.
Abgesehen von Engagements bei diversen Klubs trainierte er die Nationalmannschaft der Schweiz, der VAE, von Finnland sowie von England.
Mit Halmstads BK und Malmö FF wurde er schwedischer, mit dem FC Kopenhagen dänischer Meister. Mit Inter Mailand und mit FC Fulham erreichte er das Finale des UEFA-Cups beziehungsweise der Europa League. Mit der Schweizer A-Nationalmannschaft nahm er an der WM 1994 teil und qualifizierte sich für die EM 1996. Mit der englischen Mannschaft nahm er an der EM 2012, WM 2014 und an der EM 2016 teil.

## Leben

### Spielerkarriere
Roy Hodgson wurde am 9. August 1947 geboren und ist der Sohn eines Busfahrers. Er stammt aus Croydon, einem Stadtteil im Süden Londons. Durch seinen Vater kam er zum Fußball und spielte als Jugendlicher für Crystal Palace, den Klub aus der unmittelbaren Nachbarschaft. Allerdings schaffte der Verteidiger den Sprung in den Profifußball nicht, sondern war für verschiedene unterklassige Vereine in der Grafschaft Kent aktiv. Daneben absolvierte Hodgson eine Ausbildung zum Sportlehrer und unterrichtete an einer Londoner Schule. Trotz eines internationalen Boykotts wegen der Apartheidspolitik, spielte er 1973/74 in Südafrika für den Berea Park FC aus Pretoria. Anschließend kehrte Hodgson nach England zurück und beendete 1976 seine Spielerlaufbahn.

### Trainer in Schweden und England
Auf Empfehlung seines Freundes Bob Houghton, Trainer von Malmö FF, ging Hodgson 1976 auch nach Schweden und wurde Cheftrainer von Halmstads BK. Gleich in seiner ersten Saison führte der 29-jährige Trainer-Neuling die Mannschaft um Rutger Backe, Hans Selander und Lennart Larsson an die Tabellenspitze und am vorletzten Spieltag gewann Halmstads sensationell die schwedische Meisterschaft. Der erste Titelgewinn der Vereinsgeschichte galt als große Überraschung, da sich Halmstads in der vorangegangenen Spielzeit nur durch eine bessere Tordifferenz vor dem Abstieg gerettet hatte. Anschließend konnte Halmstads nicht an den Erfolg anknüpfen und erreichte sowohl 1977 wie auch 1978 den achten Platz. In der Saison 1979 entschied Halmstads das Titelrennen mit dem IFK Göteborg für sich und wurde mit einem Punkt Vorsprung erneut Meister.
Nach vier Jahren in Schweden, kehrte Hodgson 1980 nach England zurück und wurde Assistenztrainer von Bob Houghton beim Zweitligisten Bristol City. Der Klub befand sich allerdings in einer sportlichen Krise und kämpfte mit enormen finanziellen Problemen. Als Folge stieg Bristol dreimal in Folge bis in die vierte englische Liga ab (Fourth Division). Von Januar bis April 1982 fungierte Hodgson als Interimstrainer und trat anschließend zurück.
Nach dem enttäuschenden Engagement in Bristol verließ Hodgson England erneut und ging nach Schweden. 1983 übernahm er den Trainerposten des Zweitligisten Örebro SK und führte den „Provinzklub“ in seiner ersten Saison auf Platz drei. 1984 verpasste Hodgsons Mannschaft den angestrebten Aufstieg in die Allsvenskan und scheiterte in den Playoffs an Mjällby AIF.
Hodgson genoss in Schweden einen guten Ruf und wurde am 1. Januar 1985 neuer Trainer von Malmö FF, einem der renommiertesten Fußballvereine des Landes. Er wurde zweimal Meister (1986, 1988) und gewann zweimal den Pokal (1986, 1989). Im Europapokal der Pokalsieger 1986/87 erreichte Malmö FF unter Hodgson das Viertelfinale, im Europapokal der Landesmeister 1987/88 die 1. Runde und im UEFA-Pokal 1988/89 sowie im Europapokal der Landesmeister 1989/90 die 2. Runde. Der Vorstand soll dermaßen zufrieden mit Hodgsons Arbeit gewesen sein, dass man ihm einen lebenslangen Vertrag anbot, jedoch lehnte dieser ab.

### Stationen in der Schweiz, Italien und England

Roy Hodgson während seiner Zeit als Nationaltrainer der Schweiz (1992–1995)

Nach seiner Tätigkeit in Schweden wechselte er 1990 in die Schweiz zu Neuchâtel Xamax. Die Schweizer Fussballmeisterschaft 1990/91 wurde sowohl in der Qualifikations- wie in der Finalrunde auf dem dritten Platz beendet. In der Qualifikationsphase der Schweizer Fussballmeisterschaft 1991/92 wurde man Fünfter, wobei die Finalrunde auf dem zweiten Rang beendet wurde, zwei Punkte hinter dem FC Sion. Im UEFA-Pokal 1991/92 unterlag das Team in der 3. Runde Real Madrid.
1992 wurde Hodgson Trainer der Schweizer Fussballnationalmannschaft. Er brachte die Schweizer Nati, dessen letztes großes internationales Turnier die Fußball-Weltmeisterschaft 1966 gewesen war, zur Fußball-Weltmeisterschaft 1994 in den USA. In Gruppe A spielten sie das Eröffnungsspiel gegen den Gastgeber, welches 1:1 ausging. Auf einen 4:1-Sieg gegen Rumänien, mit dem man sich bereits für die K.o.-Phase qualifiziert hatte, folgte eine 0:2-Niederlage gegen Kolumbien. Im Achtelfinale schied man infolge eines 0:3 gegen Spanien aus. Anschließend gelang der Schweiz unter Hodgson die Qualifikation für die Fußball-Europameisterschaft 1996 in England, von acht Spielen wurde eines verloren.
Da er aber im Anschluss nach der erfolgreichen Qualifikation – im November 1995 – einen Vertrag mit Inter Mailand unterschrieb, nahm er mit der Schweiz nicht mehr an der EM teil und trainierte dafür Inter von 1995 bis 1997. In der Saison 1995/96 belegte man den siebten Platz, in der darauffolgenden Spielzeit wurde man Dritter. Im Mai 1997 stand er mit dem Verein im Finale des UEFA-Pokals, das gegen Schalke 04 im Elfmeterschießen verloren wurde. Sein Mandat bei Inter Mailand war eine seiner schwierigsten Stationen, bis er dem Präsidenten des Klubs, Massimo Moratti, seinen Rücktritt anbot.
Danach wechselte er zurück nach England, um die Blackburn Rovers, den englischen Meister von 1995, zu trainieren. In seiner einzigen Spielzeit belegte die Mannschaft den sechsten Rang, der für die Teilnahme am UEFA-Pokal berechtigte. Nach einer einmonatigen Rückkehr zu Inter Mailand als Interimstrainer wechselte er 1999 – wieder nur für eine Saison – in die Schweiz zu den Grasshoppers Zürich. In der Schweizer Fussballmeisterschaft 1999/00 erreichten sie in der Qualifikations- und in der Finalrunde den vierten Platz.

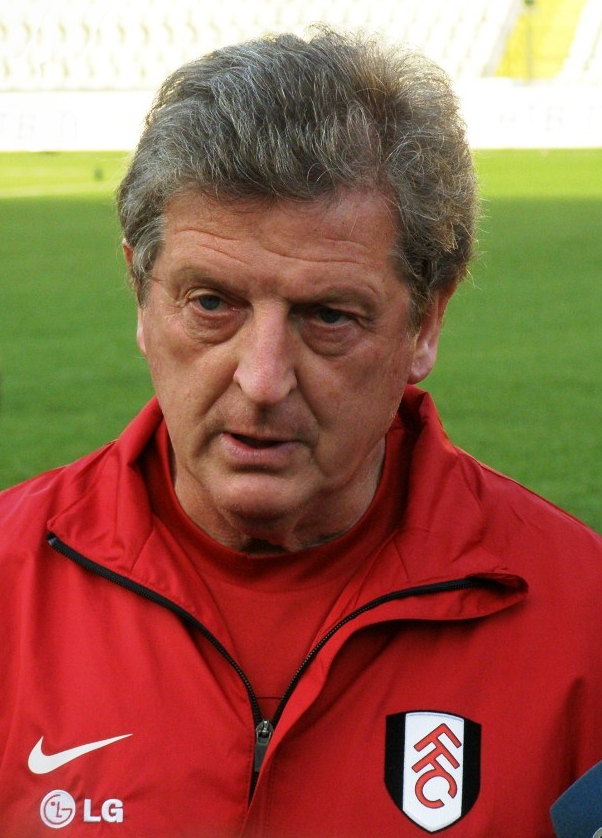
Roy Hodgson (2009)

### Vereine in Skandinavien, Italien und Nationaltrainer der Emirate
Im Jahr 2000 war Hodgson einer von drei Kandidaten, um englischer Nationaltrainer zu werden. Nachdem aber Sven-Göran Eriksson ausgewählt worden war, ging Hodgson zum FC Kopenhagen, mit dem er 2000/01 die Superliga gewann, erstmals seit 1993. Infolgedessen kündigte er seinen Vertrag mit dem FC København und wechselte im Sommer 2001 erneut nach Italien zu Udinese Calcio. Nachdem er in einem Interview zugegeben hatte, er bereue es, den Posten angenommen zu haben und er hätte einen besseren Klub wählen sollen, entschied sich der Vorstand im Dezember 2001 Hodgson zu entlassen, trotz guter Leistungen, dem neunten Platz in der Liga und dem Einzug ins Viertelfinale der Coppa Italia 2001/02. Von April 2002 bis Januar 2004 war er Nationaltrainer der Vereinigten Arabischen Emirate.
Im Mai 2004 wechselte er zu Viking Stavanger. In seiner ersten Saison belegte der Klub den neunten Rang und qualifizierte sich für den UEFA-Pokal 2005/06 über die Fair-Play-Wertung. Dort erreichte die Mannschaft in der folgenden Saison in der Gruppenphase den vierten von fünf Plätzen. In der Spielzeit 2005 belegte man schlussendlich den fünften Platz in der nationalen Liga. Im Dezember 2005 legte er sein Amt nieder, da er am 15. August des Jahres zugesagt hatte, ab Januar 2006 das finnische Nationalteam zu trainieren. Nach der verpassten EM-Qualifikation trat Hodgson am 30. November 2007 zurück.

### Vereine in England
Hodgson sollte ursprünglich ab Januar 2008 an der Seite von Inter Mailands Präsident Moratti arbeiten, nahm dann aber am 28. Dezember 2007 überraschenderweise ein Angebot des FC Fulham an und wurde Trainer dieses Vereins. Der englische Erstligist hatte aus 20 Spielen erst zwei gewinnen können und kämpfte als Tabellenneunzehnter gegen den Abstieg. Erst am letzten Spieltag der Saison 2007/08 sicherte sich Hodgsons Team den Klassenerhalt nur durch ein besseres Torverhältnis. Auch dank mehrerer wichtiger Neuzugänge, die in der Sommertransferphase verpflichtet werden konnten, absolvierte Fulham mit der Premier-League-Saison 2008/09 eine überraschend gute Spielzeit und wurde Siebter, womit man sich für die neue UEFA Europa League qualifizieren konnte. Im FA Cup 2008/09 scheiterte die Mannschaft im Viertelfinale an Manchester United. Diese Saison bei Fulham verbesserte Hodgsons Ruf in seiner Heimat England erheblich, weshalb es erneut zu Spekulationen kam, die ihn mit dem Job des englischen Nationaltrainers in Verbindung brachten. Während man in der Premier League 2009/10 eine eher unspektakuläre Spielzeit bestritt und schlussendlich den zwölften Platz belegte, konnte das Team in der UEFA Europa League 2009/10 auftrumpfen. Über Schachtar Donezk, Juventus Turin, dem VfL Wolfsburg und dem Hamburger SV zog der FC Fulham in das Finale ein. Dort scheiterte Hodgsons Team in der Verlängerung mit 1:2 an Atlético Madrid. Im FA Cup 2009/10 schied man erneut im Viertelfinale aus, nach einem 0:0 verlor man im Wiederholungsspiel mit 1:3 gegen Tottenham Hotspur.
Am 1. Juli 2010 wurde er Trainer beim englischen Rekordmeister FC Liverpool. Anfang Januar 2011 trennte sich der Verein von ihm; Liverpool stand zu diesem Zeitpunkt auf dem 13. Platz in der Premier League, vier Punkte vor einem Abstiegsplatz. In der Gruppe K der UEFA Europa League 2010/11 war dem Team mit zwei Siegen und vier Unentschieden als Gruppenerster der Einzug in die K.o.-Phase gelungen. Hodgsons Nachfolger wurde Kenny Dalglish. Daraufhin übernahm Hodgson im Februar 2011 den Trainerposten beim englischen Erstligisten West Bromwich Albion, der unter Vorgänger Roberto Di Matteo weitestgehend enttäuschte und abstiegsgefährdet war. Unter Hodgson holte die Mannschaft aus den verbleibenden zwölf Partien 20 Punkte, sodass man zum Saisonende der Premier League 2010/11 auf dem elften Platz stand und den sicheren Klassenerhalt erreicht hatte. In der darauffolgenden Spielzeit, Premier League 2011/12, wurde die Mannschaft Tabellenzehnter, die beste Position für den Verein seit 1981.

### Nationaltrainer von England
Am 1. Mai 2012 stellte die FA Hodgson als neuen Trainer der englischen Nationalmannschaft vor. Nach dem Ende der Premier-League-Saison nahm er seine Tätigkeit auf und nominierte den vorläufigen Kader für die kommende EM. Er berücksichtigte von vornherein nur 23 Spieler und löste dabei ein großes mediales Echo aus, da er John Terry statt Rio Ferdinand berief. Mit der englischen Mannschaft schied er bei der Europameisterschaft 2012 im Viertelfinale gegen Italien nach Elfmeterschießen aus.
Bei der Weltmeisterschaft 2014 schied Hodgsons Team enttäuschend in der Gruppenphase aus. Auf 1:2-Niederlagen sowohl gegen Italien wie auch gegen Uruguay war ein 0:0 gegen Costa Rica gefolgt. Dies bedeutete das erste Ausscheiden einer englischen Mannschaft nach der Vorrunde bei einer WM seit 1958.
In der Qualifikation zur Europameisterschaft 2016 holte Hodgson mit England alle möglichen Punkte, weswegen die Three Lions als Titelaspirant gehandelt wurden. Die Mannschaft konnte jedoch die Euphorie nicht mit ins Turnier tragen und unterlag im Achtelfinale mit 1:2 gegen das erstmals im Wettbewerb vertretene Island. Noch am selben Abend trat Hodgson als Nationaltrainer zurück.

### Crystal Palace und FC Watford
Im September 2017 wurde Hodgson als Trainer von Crystal Palace vorgestellt. Das Team hatte zuvor ihre ersten vier Ligaspiele verloren und noch kein Tor erzielt. Unter dem neuen Trainer wurde die Saison 2017/18 auf dem elften Platz beendet. In den darauffolgenden Spielzeiten, 2018/19, 2019/20 und 2020/21, landete der Verein mit den Platzierungen 12, 14 und erneut 14 im sicheren Mittelfeld. Am 18. Mai 2021 erklärte er, den Verein zum Saisonende zu verlassen und seine Karriere in der Premier League zu beenden. Trotzdem kam er am 25. Januar 2022 nochmals aus der Fußball-Pension zurück und übernahm den auf dem 19. Platz stehenden FC Watford bis zum Saisonende. Mit 74 Jahren wurde er zum ältesten Manager aller Zeiten, der jemals einen Premier-League-Club trainiert hat. Auch unter Hodgson stellten sich die gewünschten Ergebnisse nicht ein, sodass der Verein zum Ende der Saison 2021/22 in die EFL Championship abstieg.
Am 21. März 2023 gab Crystal Palace bekannt, dass Hodgson die Nachfolge des entlassenen Patrick Vieira antreten werde. Der Verein stand nach dem 28. Spieltag mit 27 Punkten nur drei Zähler vor einem Abstiegsplatz. Aus zehn Ligapartien holte die Mannschaft unter Hodgson 18 Punkte, die Saison 2022/23 wurde auf dem elften Platz beendet. Aufgrund seines Erfolges wurde sein Vertrag bei Crystal Palace nach der Saison verlängert. Nach einem Schwächeanfall im Training musste der 76-jährige Hodgson im Februar 2024 hospitalisiert werden. Er trat darauf von seinem Amt zurück.

## Titel und Erfolge als Trainer
Halmstads BK
- Schwedischer Meister: 1976, 1979

Malmö FF
- Schwedischer Meister: 1986, 1988

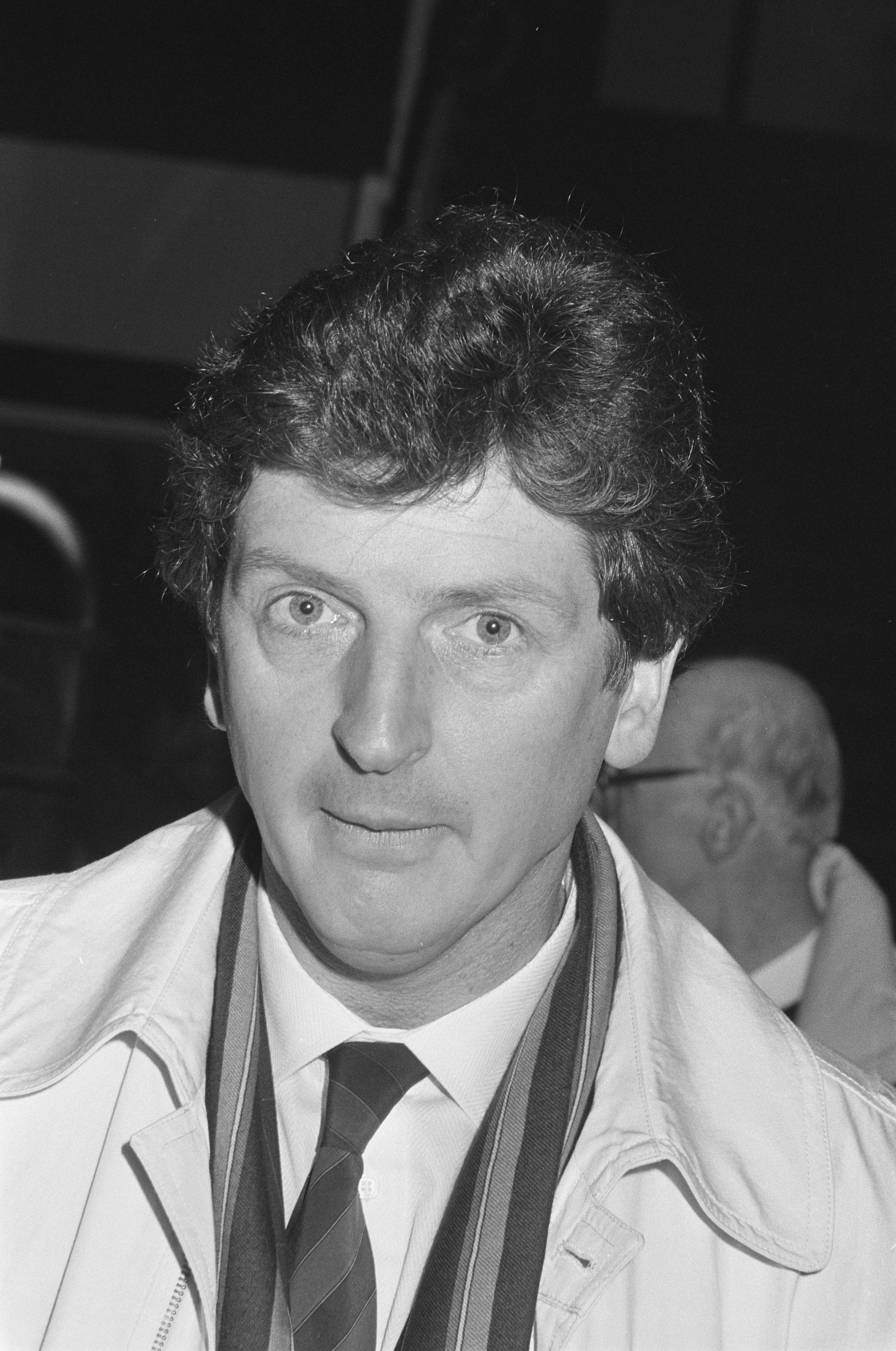
Roy Hodgson (1985)

- Schwedischer Pokalsieger: 1986, 1989

Neuchâtel Xamax
- Schweizer Supercupsieger: 1990

Inter Mailand
- UEFA-Pokal-Finalist: 1997

FC Kopenhagen
- Dänischer Meister: 2001
- Dänischer Supercupsieger: 2001

FC Fulham
- UEFA-Europa-League-Finalist: 2010

## Sonstiges
- Die Tageszeitung „Blick“ engagierte ihn Mitte der 90er Jahre zusammen mit Timo Konietzka und Günter Netzer als Fußball-Analytiker.
- Im Mai 2010 wählten ihn die Trainer und Manager der vier Top-Ligen in England zum Trainer des Jahres.[14]
- Hodgson arbeitete mehrere Male als UEFA-Funktionär bei Europameisterschaften und war Fernseh-Experte in verschiedenen Ländern, in denen er vorher gearbeitet hatte.
- Roy Hodgson war Spielbeobachter bei der Fußball-Weltmeisterschaft 2006 in Deutschland. Er gehörte der sogenannten Technischen Studien-Gruppe (TSG) der FIFA an, die seit rund 40 Jahren die Spiele bei internationalen Turnieren beobachtet und neue Trends aufzeigt.
- Er beherrscht, außer seiner Muttersprache Englisch, auch Deutsch, Französisch, Schwedisch, Norwegisch und Italienisch.
- Hodgson gilt als kulturell interessiert: „Ich habe Werke von fast allen Nobelpreis-Gewinnern gelesen“, erzählte er. Er würde auch Georges Bizets Oper Die Perlenfischer schätzen.[15]